# Radzovce
Radzovce (hongrois : Ragyolc) est un village de Slovaquie situé dans la région de Banská Bystrica.

## Histoire
La première mention écrite du village date de 1246.
La localité fut annexée par la Hongrie après le premier arbitrage de Vienne le 2 novembre 1938. En 1938, on comptait 2 289 habitants dont 14 d'origine juive. Elle faisait partie du district de Lučenec (hongrois : Losonci járás). Le nom de la localité avant la Seconde Guerre mondiale était Raďovce/Ragyolc. Durant la période 1938 - 1945, le nom hongrois Ragyolc était d'usage. À la libération, la commune a été réintégrée dans la Tchécoslovaquie reconstituée.

## Démographie

### Évolution de la population
| Année:               | 1994. | 2004.   | 2014.   | 2024.   |
| -------------------- | ----- | ------- | ------- | ------- |
| Nombre de personnes: | 1620  | 1601    | 1553    | 1557    |
| Différence:          |       | -1,17 % | -2,99 % | +0,25 % |

| Année:               | 2023. | 2024.   |
| -------------------- | ----- | ------- |
| Nombre de personnes: | 1548  | 1557    |
| Différence:          |       | +0,58 % |